# تنور طابون

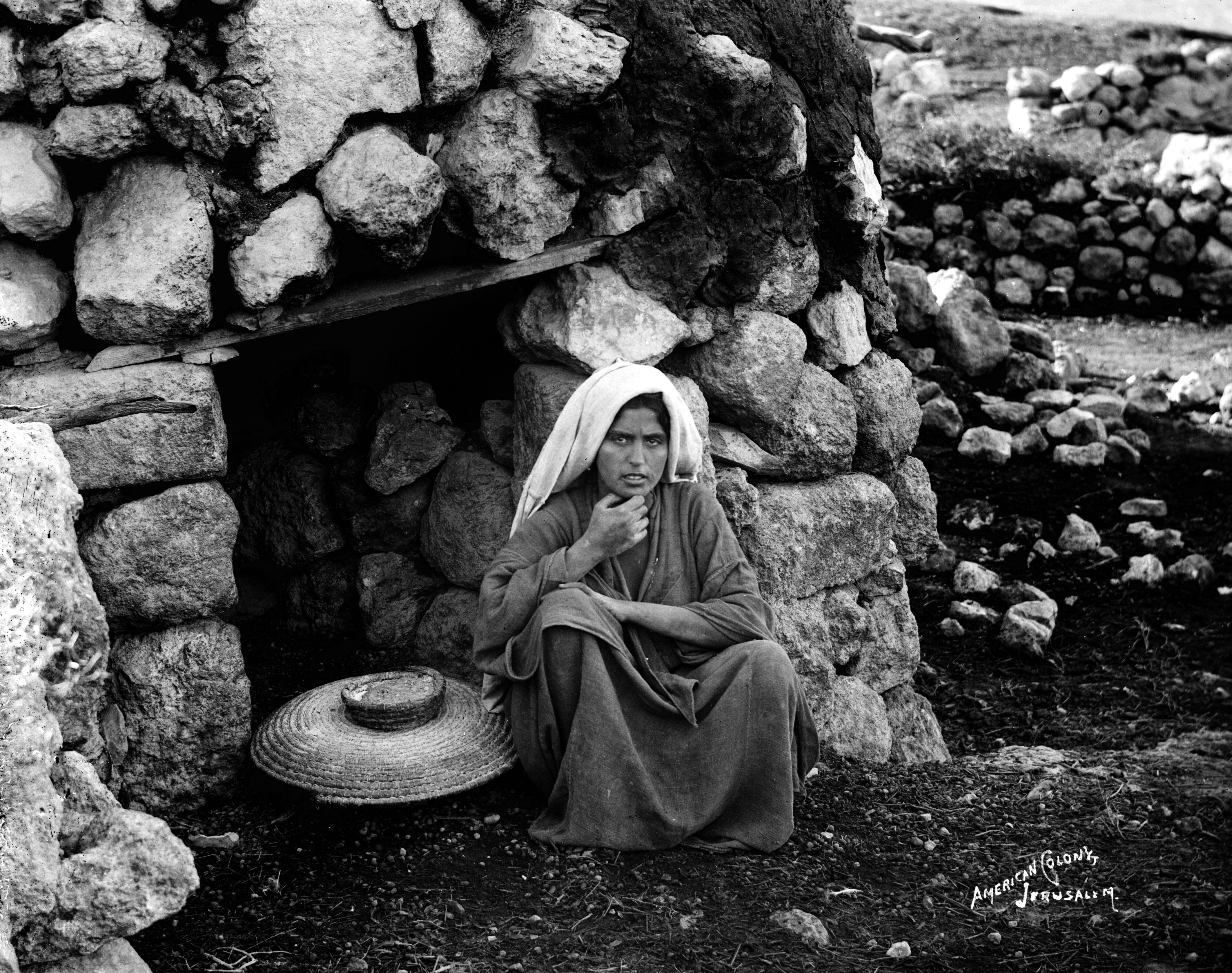
تنور روستایی، طابون، در فلسطین. بین سال‌های ۱۸۹۸ تا ۱۹۱۴

تنور طابون، به‌طورخلاصه طابون یا تابون (به عربی: الطابون) (به انگلیسی: Tabun)، تنوری از خاک رس است، که به شکل مخروط بدون سر، با یک دهانه در پایین برای سوخت‌رسانی به آتش می‌باشد. این نوع تنور در دوران کتاب مقدس به عنوان تنور خانواده، محله یا روستا، ساخته و استفاده می‌شد. تنور طابون امروزه هنوز در مناطقی از خاورمیانه ساخته و استفاده می‌شود. این روزها، برخی از تنورهای طابون همچنین با فلز ساخته می‌شوند.

## نگارخانه

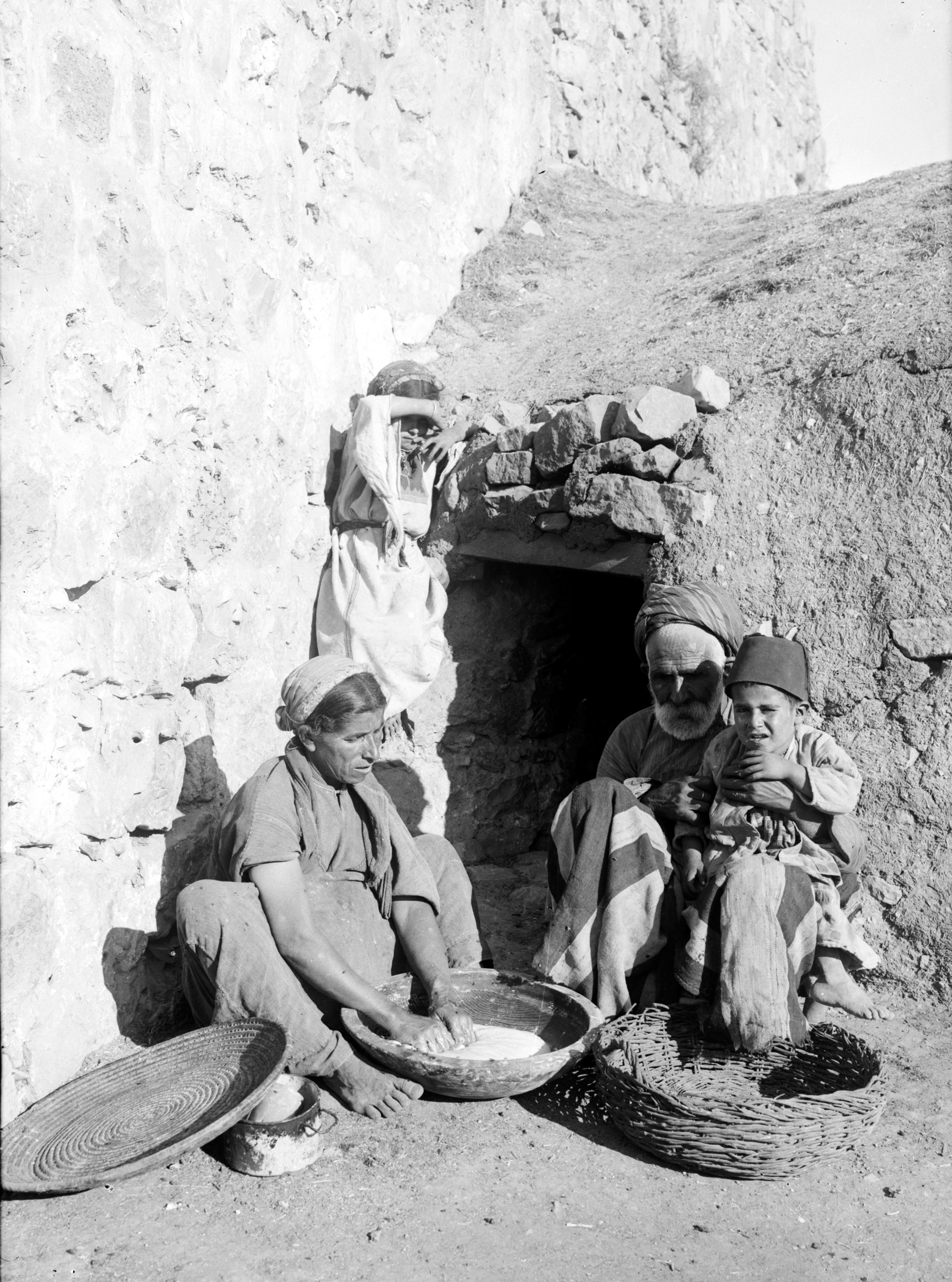
زنی در حال آماده‌سازی نان در کنار تنور طابون

## هم‌چنین ببینید
- تنور